# Valencina de la Concepción
Valencina de la Concepción ist eine spanische Gemeinde in acht Kilometer Entfernung von Sevilla in der Provinz Andalusien.
Im Gemeindegebiet sind drei Dolmen bekannt sowie Fundstätten aus der Kupferzeit. Anfang des 19. Jahrhunderts entstand die eigenständige Gemeinde.

## Sehenswürdigkeiten
- Dolmen de la Pastora,  Dolmen de Matarrubilla und Ontiveros
- Hazienda de Torrijos
- Kirche Nuestra Señora de la Estrella aus dem 18. Jahrhundert